# Пјанкалдоли (Фиренца)
Пјанкалдоли је насеље у Италији у округу Фиренца, региону Тоскана.
Према процени из 2011. у насељу је живело 143 становника. Насеље се налази на надморској висини од 511 м.